# الصلعاء (الحد)

تعديل مصدري - تعديل

الصلعاء هي إحدى قرى عزلة الحد بمديرية الحد التابعة لمحافظة لحج، بلغ تعداد سكانها 69 نسمة حسب تعداد اليمن لعام 2004.